# Phân tích tìm kiếm
Phân tích tìm kiếm (Search analytics) là việc phân tích các truy vấn tìm kiếm được nhập bởi người dùng của một công cụ tìm kiếm (Search tool) cụ thể (Ví dụ: Google, Bing, Wolfram Alpha, Yahoo, Baidu,...). Việc phân tích tìm kiếm sẽ cung cấp thông tin của người tìm kiếm trực tuyến: họ tìm kiếm cái gì? Thông tin tìm kiếm của họ nói lên điều gì? Cách thức họ tìm kiếm? Công cụ tìm kiếm?...
Phân tích tìm kiếm bao gồm xu hướng và phân tích khối lượng tìm kiếm, tìm kiếm ngược (nhập trang web để xem từ khóa của họ), theo dõi từ khóa, kết quả tìm kiếm và lịch sử quảng cáo, thống kê chi tiêu quảng cáo, so sánh trang web, thống kê tiếp thị liên kết, thử nghiệm quảng cáo đa biến,...
Việc phân tích tìm kiếm giúp doanh nghiệp:
- Cải thiện doanh mục sản phẩm và nội dung. Ví dụ, một nền tảng thương mại điện tử có thể nhận ra rằng một sản phẩm cụ thể thường được khách hàng hỏi và họ nên thêm nó vào danh mục của họ. Một cửa hàng tin tức có thể tìm hiểu thêm về các chủ đề mà khán giả của họ muốn đọc thêm.
- Cải thiện SEO: biết được cách thức tìm kiếm thông tin của người dùng để cải thiện hiệu quả truy cập vào trang web và tối ưu hóa công cụ tìm kiếm (SEO).
- Thúc đẩy các sáng kiến tiếp thị và bán hàng: nhận thấy được sử phố biến của các từ khóa, và nhu cầu tìm kiếm của người dùng có thể thúc đẩy các chiến dịch tiếp thị nói chung và tiếp thị công cụ tìm kiếm (SEM) nói riêng

## Giới thiệu về Phân tích tìm kiếm

### Tầm quan trọng của Phân tích tìm kiếm
1. Tìm kiếm online trở nên phổ biến: Trong thị trường ngày này, tìm kiếm có vai trò trò quyết định từ 10 - 90% lưu lượng truy cập cho các trang web. Google phục vụ 34.000 lượt tìm kiếm mỗi giây, trong khi Yahoo! và Bing phục vụ lần lượt 3.200 và 927 lượt tìm kiếm[4]. Với Facebook, Google, Yahoo ! và MSN ganh đua cho các trang web truy cập nhiều nhất mỗi tháng theo ComScore[5]. Việc phân tích tìm kiếm là cơ sở để tối ưu tìm kiếm, cung cấp nhiều lưu lượng truy cập vào trang web giúp tăng tỷ lệ chuyển đổi, tăng nhận thức người dùng về thương hiệu,... từ đó gia tăng lợi nhuận cho doanh nghiệp.
2. Quyền lực khách hàng gia tăng: Avinash Kaushik, tác giả của Web Analytics 2.0 (Sybex), nổi tiếng vì tuyên bố rằng 90% khoản đầu tư bạn nên dành cho con người và 10% cho các công cụ[6]. Bằng cách phân tích những gì người dùng tìm kiếm, có thể hiểu được những gì họ muốn và những từ khóa họ sử dụng. Bằng cách xem cách người dùng tương tác với kết quả tìm kiếm, có thể hiểu được sản phẩm hay dịch vụ có đáp ứng được nguyện vọng của khách hàng. Do vậy, thông qua việc thu nhập, phân tích sử dụng dữ liệu tìm kiếm của người dùng, doanh nghiệp có thể nhận được phản hồi vô giá về ý định của người dùng: phản hồi giúp tăng tốc hành trình kỹ thuật số, gia tăng trải nghiệm của người dùng, từ đó giúp gia tăng doanh thu cho doanh nghiệp. Đặc biệt, trong bối cảnh chuyển đổi số (digital transformation), việc đáp ứng tốt nhu cầu của khách hàng sẽ mở ra cơ hội phát triển tốt cho bất cứ cá nhân hay doanh nghiệp cung cấp sản phẩm hoặc dịch vụ đến với khách hàng.

### Mục đích của Phân tích tìm kiếm
Phân tích tìm kiếm giúp:
1. Kiểm soát trang web và trải nghiệm người dùng (user experience).
2. Tăng cạnh tranh và tăng thứ hạng bằng cách xây dựng nhiều liên kết hơn cho các từ cạnh tranh.
3. Xem dữ liệu về người dùng: dữ liệu trên trang web ví dụ như những gì họ đang thao tác trên trang web; dữ liệu ngoài trang web như các hoạt động ngoại tuyến ảnh hưởng đến việc mua hàng của người dùng.
4. Truy vấn được hành vi của người dùng cũng như mục đích của người dùng.
5. Cố gắng hiểu người dùng để cung cấp trải nghiệm tốt nhất có thể và đưa người dùng đến trang web thông qua URL.
6. Cung cấp thông tin để đưa ra những quan sát sâu sắc về ngôn ngữ tìm kiếm của khách hàng, áp dụng nghiên cứu từ khóa này cho việc triển khai các chiến dịch Marketing khác như: email, tờ rơi,...

### Dữ liệu tìm kiếm
Phân tích tìm kiếm là việc thu nhập dữ liệu tìm kiếm của người dùng để phân tích, đo lường và giải thích dữ liệu. Các loại dữ liệu tìm kiếm:
1. Dữ liệu định tính: là các thuật ngữ tìm kiếm, dùng để đo lường hành vi và thúc đẩy hành vi của người dùng.[1]
2. Dữ liệu định lượng: là dữ liệu số thu nhập được từ quá trình phân tích tìm kiếm. Đó có thể là: tỷ lệ nhấp, lưu lượng truy cập, tỷ lệ chuyển đổi,...[1]
3. Dữ liệu nhấp chuột: dữ liệu nhấp chuột đo lường các hành động người dùng thực hiện trên trang web bằng cách theo dõi những gì họ nhấp và nơi họ nhấp vào. Bằng cách tập hợp dữ liệu định tính và dữ liệu định lượng sẽ giúp hiểu rõ hơn về ý định người dùng và tối ưu hóa trải nghiệm của họ.[1]

## Đối tượng sử dụng

### Những người làm SEO
Là những người muốn tăng thứ hạng cho trang web trên công cụ tìm kiếm. Họ sử dụng phân tích tìm kiếm để nhận biết nhu cầu của khách hàng, từ đó giúp tối ưu hóa website thân thiện với công cụ tìm kiếm và nâng cao chất lượng nội dung website cho thân thiện với người dùng. Chiến thuật SEO và SEM luôn kết hợp với nhau để tiếp xúc với đúng người vào đúng thời điểm, để tối đa hóa doanh thu.

### Những chuyên gia tìm kiếm (search specialist)
Cung cấp thông tin cần thiết để cải thiện lưu lượng truy cập trang web về số lượng, chất lượng và hoàn thành mục tiêu thông qua việc sử dụng các công cụ phân tích và đo lường.

### Nhà tiếp thịhoặc các nhà điều hành
Phân tích tìm kiếm cung cấp thông tin về việc thiết lập loại thị phần mà một tổ chức nắm giữ và đánh giá tổ chức hoạt động tốt như thế nào trong thị trường so với đối thủ cạnh tranh. Một sự hiện diện trực tuyến là một phần gần như bắt buộc của bất kỳ doanh nghiệp có thể được tìm thấy trực tuyến.

### Chủ sở hữu website
Chủ sở hữu website có thể là những tổ chức, doanh nghiệp hoặc một cá nhân nào đó sử dụng website như là kênh để tương tác với khách hàng của họ. Chủ sở hữu website dùng các công cụ phân tích tìm kiếm phân tích trang web (web analytics) để biết được:
- Những gì mọi người đang tìm kiếm trên trang website của chủ sở hữu.
- Hoặc thu nhập thông tin hữu ích của người dùng như: hành vi, thông tin nhân khẩu học, vị trí, tương tác,...
- Hiểu rõ sở thích của người dùng, nguồn giới thiệu, chi tiết chuyển đổi, cùng với hành vi khách ghé thăm theo thời gian thực.
- Biết được thuật ngữ mà người dùng dùng để tìm kiếm, nhấp vào các liên kết dẫn đến trang website của chủ sở hữu, từ đó chủ sở hữu website có cơ sở hơn trong việc dẫn người dùng tới trang web của mình nhanh chóng, tăng trải nghiệm cho người dùng.

### Bất kỳ ai
Bất kỳ ai đang tìm hiểu giá trị tìm kiếm của người dùng để thúc đẩy doanh thu và cơ hội gia tăng: làm thế nào để có được những hiểu biết sâu sắc những gì người dùng đang tìm kiếm, cách họ đang tìm kiếm, họ tìm kiếm thông qua đâu.... để tối ưu tìm kiếm của người dùng đến trang web doanh nghiệp và tiếp thị tìm kiếm (Search marketing).

## Các chỉ số đo lường

### Lưu lượng truy cập trang web (site traffic)
Lưu lượng truy cập trang web đề cập đến việc người dùng truy cập một trang web. Lưu lượng truy cập web (web traffic) được đo bằng lượt truy cập, đôi khi được gọi là "phiên" (sessions) và là cách phổ biến để đo lường hiệu quả kinh doanh trực tuyến (e-Business) trong việc thu hút khách hàng.
Lưu lượng truy cập trang web không phải là yếu tố duy nhất để đo hiệu suất thương mại điện tử. Nhưng nó vẫn là một yếu tố đầu tiên để xác định mức độ phổ biến và khả năng hiển thị của trang web. Việc phân tích lưu lượng truy cập trang web tạo ra cơ sở dữ liệu (database) thông tin có giá trị dùng để phân tích để hiểu rõ hơn về hoạt động của khách truy cập trang web, từ đó đưa ra phương án tối ưu hiệu suất của trang.

### Tỷ lệ chuyển đổi (conversion rate)
Phân tích tìm kiếm không chỉ là đo lường lưu lượng truy cập mà còn về tối ưu hóa trang đích (LPO: landing page optimization) và tối ưu hóa tỷ lệ chuyển đổi (CPO: conversion rate optimization).
1. Tỷ lệ chuyển đổi là tỷ lệ khách truy cập vào trang web hoặc trang đích chuyển đổi (hay còn gọi là tỷ lệ khách truy cập thực hiện một hành động mong muốn) trong tổng số khách truy cập[9].Phân tích tỷ lệ chuyển đổi là một trong những việc cần thiết để theo dõi kết quả chiến dịch trực tuyến, góp phần đo lường hiệu quả của chiến dịch, từ đó có các biện pháp tối ưu hóa tỷ lệ chuyển đổi để cải thiện và nâng cao hiệu suất.
2. Tối ưu hóa tỷ lệ chuyển đổi (CRO) là quá trình tối ưu hóa trang đích (landing page) và trang web để có thể tạo ra nhiều chuyển đổi từ lưu lượng truy cập[10]. Để tối ưu hóa tỷ lệ chuyển đổi, dữ liệu cần dùng là thuật ngữ được sử dụng tìm kiếm của người dùng, sự lặp lại của tìm kiếm và lưu lượng truy cập. Thu thập dữ liệu thuật ngữ của người dùng sẽ giúp trang web hiểu rõ người dùng, tinh chỉnh từ ngữ, tăng khả năng người dùng ở lại trang web và mua sản phẩm. Sự lặp lại của tìm kiếm giúp hiểu rõ cách người dùng thu hẹp suy nghĩ trong quá trình tìm kiếm. Việc theo dõi lần nhấp chuột đầu tiên, lần nhấp chuột cuối cùng và quá trình tìm kiếm của người dùng sẽ giúp cho việc tối ưu các thuật ngữ của từng giai đoạn tìm kiếm của người dùng, hướng người dùng đến trang web, từ đó tăng khả năng truy cập trang web và tăng khả năng chuyển đổi.
3. Tối ưu hóa trang đích (LPO) là quá trình cải thiện các yếu tố trên trang web để tăng chuyển đổi. Tối ưu hóa trang đích là một tập hợp con của tối ưu hóa tỷ lệ chuyển đổi (CRO) và liên quan đến việc sử dụng các phương pháp như thử nghiệm A / B để cải thiện mục tiêu chuyển đổi của một trang đích nhất định. Vì các trang đích được tập trung vào chuyển đổi, việc cải thiện hiệu suất của chúng có thể dẫn đến những cải thiện đáng kể trong kết quả kinh doanh[11].

### Tỷ lệ nhấp (click - through rate)
Tỷ lệ nhấp là tỷ lệ phần trăm những người nhấp vào quảng cáo sau khi nhìn thấy nó. Tỷ lệ nhấp là một chỉ số tốt để đo lường mức độ phù hợp của quảng cáo với đối tượng mục tiêu. Phân tích tỷ lệ nhấp giúp tìm ra nguyên nhân, đó có thể thông qua việc phát hiện quảng cáo có nhắm đúng đối tượng mục tiêu, nội dung quảng cáo có đủ thu hút, việc lựa chọn từ khóa có đúng với từ khóa tìm kiếm của đối tượng,...từ đó đưa ra các giải pháp để cải thiện bất cứ điều gì cần thay đổi để quảng cáo (và chi tiêu quảng cáo) trở nên hiệu quả hơn.

### Thứ hạng trang (page rank)
Thứ hạng trang (PR) là một phép tính, được phát minh bởi hai nhà sáng lập Google là Larry Page và Sergey Brin. Thứ hạng trang đánh giá chất lượng và số lượng liên kết đến một trang web để xác định điểm tương đối và tầm quan trọng và quyền hạn của trang đó theo thang điểm từ 0 đến 10.
PR chỉ là một yếu tố mà Google sử dụng để quyết định nơi một trang web xuất hiện trong bảng xếp hạng tìm kiếm cho một truy vấn cụ thể. PR càng cao thể hiện trang có chất lượng cao, phù hợp và đáng tin cậy. Phân tích thứ hạng trang (page rank) giúp đưa ra hướng xây dựng hệ thống liên kết hiệu quả từ đó tạo ra một trang web có chất lượng, nhằm giúp gia tăng vị trí xếp hạng tìm kiếm của trang web, giúp cho việc tiếp cận khách hàng trở nên dễ dàng hơn.

### Vị trí trang (position)
Vị trí trang là thứ hạng cho một từ khóa khi được tìm kiếm trong một hệ thống tìm kiếm cụ thể. Đây là vị trí mà trang web hiển thị trên trang kết quả tìm kiếm. Vị trí xuất hiện càng cao trong kết quả tìm kiếm, trang web sẽ có cơ hội nhận được nhiều lượt truy cập hơn.
Phân tích vị trí trang web phải được đo lường liên tục và thường xuyên để theo dõi vị trí trang web đang tăng hay đang giảm. Điều này được đi kèm với dữ liệu về sự phát triển của tất cả từ khóa đang có trong trang web. Phân tích vị trí trang để biết được chất lượng trang web, hiểu quả hoạt động của trang để có biện pháp cải thiện nhằm nâng cao lợi thế cạnh tranh thông qua vị trí hiểu thị trong công cụ tìm kiếm.

## Giá trị của Phân tích tìm kiếm

### Theo dõi và tối ưu hóa SEO và lưu lượng từ khóa có trả phí

#### Theo dõi từ khóa SEO
Hiểu những từ nào đang hướng mọi người đến trang web, những từ nào hiện đang thúc đẩy lưu lượng truy cập và những từ nào sẽ hướng lưu lượng truy cập trong tương lai. Hơn nữa, việc lựa chọn từ ngữ sử dụng trên một trang web có thể tác động đến các yếu tố SEO trên trang đó.
- Phân đoạn từ khóa theo cụm: phân đoạn giúp làm cho các nhóm từ lớn trở nên dễ quản lý hơn, có thể tinh chỉnh chiến lược CRO bằng cách xem liệu mỗi phân đoạn này có phù hợp trên trang hay không? Có thể phục vụ nhu cầu của mọi người trong các kết quả tìm kiếm này hay không? Và xem xét có nên phân chia nội dung cụm từ trên nhiều trang thay vì để tất cả trên một trang?.
- Nghiên cứu từ khóa: nghiên cứu từ khóa đem lại những cơ hội mới như tối ưu hóa cho các từ xếp hạng hiện tại. Đồng thời cần xem xét những từ khóa hiệu quả để đầu tư và nổ lực theo đuổi thứ hạng trên công cụ tìm kiếm.

#### Theo dõi lưu lượng tìm kiếm
Mục tiêu của SEO và các chiến dịch tìm kiếm phải trả tiền là tạo lưu lượng truy cập có liên quan đến trang web thông qua việc thu thu hút người dùng (khách hàng) vào trang web. Điều đó có nghĩa là các trang web phải cung cấp (có thể là sản phẩm, dịch vụ, kết nối với người khác,...) đúng với những điều mà khách hàng tìm kiếm.
Để làm được điều này SEOer phải hiểu lưu lượng truy cập: ai đang đến trang web, cách họ đến trang web thông qua đâu, những gì họ đang làm trên trang web, giá trị của lưu lượng truy cập đó là gì và cách cải thiện trải nghiệm người dùng. Do vậy, việc theo dõi từ khóa và lưu lượng tìm kiếm có tác động quan trọng đến chiến dịch, thông qua cơ sở dữ liệu của phân tích tìm kiếm, doanh nghiệp có thể đưa ra chiến lược phù hợp và có biện pháp cải thiện và tối ưu chiến dịch của mình.

### Phân tích tìm kiếm trang web
Phân tích tìm kiếm cải thiện quá trình tìm kiếm trang web, cung cấp những hiểu biết sâu hơn về những gì khách hàng đang tìm kiếm.

#### Cải thiện tỷ lệ chuyển đổi trang web
Những gì đang xảy với tìm kiếm trên trang web sẽ là dữ liệu phân tích chính để theo dõi và đo lường. Việc dựa trên khối lượng lưu lượng truy cập lớn vào các trang web thông qua tìm kiếm trang web sẽ giúp biết được những gì người dùng đang tìm kiếm và chuyển đến những gì họ cần ngay lập tức. Tìm kiếm trang web giống như là cách chào hỏi người dùng đang tìm kiếm gì hôm nay và việc của trang web (website cửa hàng doanh nghiệp, tổ chức) là hướng người dùng đến đúng vị trí trang web, người dùng sẽ dễ dàng tìm kiếm thống tin họ cần và tăng khả năng chuyển đổi, từ đó cải thiện khả năng tìm kiếm trang web tổng thể và trải nghiệm của người dùng, mở ra cơ hội để tiếp thị, kết nối với mọi người và tăng doanh số.

#### Theo dõi xu hướng
- Biết những tìm kiếm nào đang là xu hướng trên trang web để cung cấp một cái nhìn sâu sắc về những gì hấp dẫn trong không gian trang web hoặc thị trường của mình và từ đó thúc đẩy một số cải tiến CRO lớn nhất[15].
- Theo dõi xu hướng và các truy vấn hàng đầu có thể cung cấp cho người dùng các tính năng phù hợp trên trang web, nội dung mà họ có thể nhấp để xem những gì mọi người khác đang tìm kiếm. Đó là việc phân loại các chủ đề, xu hướng và định vị nổi bật chúng trên trang web.
- Quan sát xu hướng và thói quen có thể được áp dụng để điều hướng và cải thiện trang web bằng cách theo dõi các mẫu tìm kiếm, có thể giúp người dùng tinh chỉnh các tìm kiếm của họ, dẫn dắt người dùng thông qua các truy vấn tìm kiếm của họ một cách hiệu quả, từ đó làm tăng đáng kể khả năng sử dụng trang web, cải thiện mức độ tham gia của người dùng và trải nghiệm người dùng tổng thể.

#### Tính thời vụ của tìm kiếm trang web
Tính thời vụ là một yếu tố của xu hướng theo mùa.
- Việc dự đoán tính thời vụ giúp chuẩn bị trước nội dung cần phải có trên website, phù hợp với nhu cầu từng thời điểm của người dùng.
- Phân tích dữ liệu tìm kiếm trang web cho thấy các mẫu biểu thị xu hướng đang tăng hay giảm. Dựa vào những biến động của xu hướng để xem xét nó có thay đổi theo mùa, từ đó vạch ra kế hoạch xu hướng trên lịch và dự đoán với một mức độ chắc chắn nhất định những gì sẽ được tìm kiếm và tại thời điểm nào.
- Để quá trình tìm kiếm trang web hiệu quả, thiết lập KPI và theo dõi chúng là quan trọng chẳng hạn như nắm bắt các cụm từ tìm kiếm không có kết quả, số lần thoát web, những thuật ngữ gợi ý cho người dùng, xem có bao nhiêu người đã sử dụng tìm kiếm trang web của mình và tiếp tục mua sản phẩm.

Việc phân tích tìm kiếm trang web giúp cải thiện quá trình tìm kiếm trang web, từ đó đưa ra các sản phẩm/ dịch vụ đúng với mong muốn và nhu cầu của người dùng.

### Nghiên cứu đối thủ và theo dõi đối thủ cạnh tranh
Mục tiêu của các doanh nghiệp là nâng cao năng lực cạnh tranh, đưa trang web của mình lên vị trí cao hơn so với đối thủ. Việc này đòi hỏi các doanh nghiệp phải có nhiều cơ sở dữ liệu để đưa ra chiến lược đúng đắn.

#### Theo dõitương quan truyền thông(share of voice)
Share Of Voice (SOV) là thuật ngữ được sử dụng từ rất lâu trong Offline Advertising. Nó là tỉ lệ phần trăm của một nhãn hiệu (thương hiệu) trong một loại sản phẩm cụ thể so với các nhãn hiệu khác cùng chủng loại.  Trong phân tích tìm kiếm, nó có nghĩa là việc có bao nhiêu phần trăm thị phần trên bộ từ khóa lớn so với đối thủ cạnh tranh.

#### Theo dõi đối thủ cạnh tranh
Cung cấp cách đối thủ đang phát triển danh sách từ khóa và trang web của họ, ngoài ra còn phát hiện được mình có bộ từ khóa lớn hơn so với đối thủ hay xếp hạng kém hơn so với chúng.
- Theo dõi từ khóa của đối thủ cạnh tranh: từ khóa mà đối thủ đặt giá thầu và thuật ngữ họ sử dụng để mô tả các sản phẩm, qua đó giúp doanh nghiệp phát triển năng lực cạnh tranh và xác định cơ hội trong ngành.
- Theo dõi hiệu quả tiếp thị (marketing effectiveness) của đối thủ: đo lường hiệu quả tiếp thị của đối thủ thông qua các số liệu phân tích giúp cải thiện nổ lực tiếp thị của doanh nghiệp so với đối thủ cạnh tranh.

### Theo dõi tìm kiếm di động
Tìm kiếm di động (mobile search) là một thị trường có tốc độ phát triển nhanh chóng. Trình duyệt web được thiết kế để sử dụng trên thiết bị di dộng không giống như bất kỳ trình duyệt web truyền thống nào trên PC hoặc máy tính xách tay. Sự khác biệt đó là do hành vi và mục đích của người dùng, vì vậy việc hiểu người dùng sẽ là chìa khóa thành công trong việc tiếp thị tìm kiếm trên thiết bị di động.
Loại thiết bị có thể tác động đến tần suất truy cập và hành vi của người dùng khi truy cập, nên việc theo dõi tìm kiếm di động giúp cải thiện nội dung, giao diện, tính năng trên web,... nhằm đáp ứng tốt nhất trải nghiệm cho người dùng, từ đó tăng lượng truy cập và chuyển đổi vào website.

### Truyền thông xã hội và tìm kiếm
Truyền thông xã hội ngày càng phát triển với hơn 3 tỷ người dùng trên toàn cầu. Do đó, việc chuyển đổi tìm kiếm từ mạng xã hội đến website ngày càng nhiều.

#### Tác động của truyền thông xã hội
Trong cuối năm 2010, Daniel Sullivan của Search Engine Land đã hỏi cả hai Bing và Google một số câu hỏi về việc sử dụng truyền thông xã hội của họ trong xếp hạng kết quả tìm kiếm. Cuộc phỏng vấn xác nhận rằng phương tiện truyền thông mạng xã hội (social media) thực sự có ảnh hưởng đến thứ hạng trang web.
Các phương tiện truyền thông có thể giúp di chuyển đến một trang web, tác động đến thứ hạng nhanh hơn các chiến lược xây dựng liên kết. Tuy nhiên thách thức của việc sử dụng các phương tiện truyền thông xã hội là việc xem xét ảnh hưởng của chúng đến kết quả tìm kiếm.
PageRank được phát triển như một thước đo về mức độ phù hợp và quyền hạn của một trang, điều tương tự có thể sẽ xảy ra trong mạng xã hội. Điểm số Klout là một số liệu đã được sử dụng (mặc dù hiện tại nó không phải là một yếu tố trong bảng xếp hạng tìm kiếm): nó đo lường mức độ ảnh hưởng dựa trên dữ liệu được thu thập từ các trang web như Twitter và Facebook liên quan nội dung mà người đó tạo và cách người khác tương tác với nội dung đó (thích, tin nhắn lại,...).

#### Cá nhân hóa xã hội
Mạng xã hội đã bắt đầu thay đổi bộ mặt của kết quả tìm kiếm và bảng xếp hạng cho các cá nhân. Cá nhân hóa xã hội là việc nhận ra những người trong vòng tròn xã hội và cung cấp kết quả mà những người này đã chia sẻ và các nguồn mà họ chia sẻ chúng.
Với kết quả được cá nhân hóa (personalized) ngày càng trở nên phổ biến, nó có thể ảnh hưởng đến thứ hạng không chỉ thông qua các nỗ lực tối ưu hóa mà còn thông qua ảnh hưởng và tác động xã hội. Có thể không ngạc nhiên khi thấy thứ hạng thay đổi đáng kể từ người này sang người khác, dựa trên sự khác biệt trong giới xã hội của họ và những ảnh hưởng khác nhau của việc chia sẻ xã hội đối với kết quả.
Do đó, để đánh giá xem doanh nghiệp có thể vượt qua đối thủ cạnh tranh bằng cụm từ tìm kiếm hay không, doanh nghiệp có thể cần xem xét sức mạnh xã hội của mình, cũng như tất cả các yếu tố khác thông qua việc đo lường truyền thông xã hội.

#### Đo lường Facebook
Google đã nói rằng lượt thích trên Facebook không phải là một yếu tố, nhưng lượt thích có thể cho thấy xu hướng liên kết đến nội dung cao hơn và như xây dựng liên kết là một cách tốt để tăng thứ hạng. Hơn nữa, Facebook đóng một vai trò trong kết quả Bing. Do đó, việc đo số lượt thích vẫn hữu ích khi cố gắng xác định sự thành công của một trang trong kết quả Bing và có thể hữu ích nếu dữ liệu này được mở cho các công cụ khác sử dụng.
Đo lường giúp theo dõi các tương tác của người dùng thông qua các phân tích của Facebook. Qua đó có thể tích hợp dữ liệu này với dữ liệu nhấp chuột và dữ liệu từ các nguồn khác để cung cấp thêm thông tin chi tiết cho toàn bộ hệ sinh thái kỹ thuật số.

#### Đo Twitter
Phân tích tìm kiếm, số lượng tweet có giá trị định lượng bằng các tín hiệu xếp hạng khác. Việc thu thập dữ liệu này có thể cung cấp cái nhìn sâu sắc hơn về lý do tại sao một trang được xếp hạng như nó. Và có thể kiểm tra dữ liệu này cho các trang của riêng mình và so sánh nó với dữ liệu trên các trang của đối thủ cạnh tranh. Điều này có thể đặc biệt hữu ích khi cố gắng hiểu lý do tại sao một đối thủ cạnh tranh có thể xếp hạng cao hơn. Để đưa ra các giải pháp giúp gia tăng năng lực cạnh tranh và duy trì hoặc tiến lên trong bảng xếp hạng.

### ROI
Dự đoán số tiền dự kiến sẽ kiếm được trong một quý và dự kiến sẽ báo cáo lợi nhuận dương hoặc lợi tức đầu tư (ROI) vào cuối mỗi quý thông qua việc: tăng doanh thu, giảm chi phí, tăng lòng trung thành của khách hàng,....

## Công cụ Phân tích tìm kiếm
Phân tích tìm kiếm giúp đo lường, kiểm tra, phân tích và giải thích tất cả dữ liệu tìm kiếm của người dùng với một loạt các công cụ phân tích.
| CÔNG CỤ PHÂN TÍCH TÌM KIẾM                                                                    | CÔNG CỤ PHÂN TÍCH TÌM KIẾM | CÔNG CỤ PHÂN TÍCH TÌM KIẾM | CÔNG CỤ PHÂN TÍCH TÌM KIẾM |
| --------------------------------------------------------------------------------------------- | --- | -------------------------- | -------------------------- |
| Công cụ                                                                                       | Tính năng | Miễn phí                   | Trả phí                    |
| Phân tích trang web (Website Analytics)                                                       | |                            |                            |
| Google Analytics                                                                              | Google Analytics là một công cụ cho bạn thấy được lưu lượng truy cập vào website, thời gian trung bình của một phiên truy cập và tỷ lệ thoát trang của người dùng trên website. Ngoài ra, còn có nhiều chỉ số khác nữa giúp hiểu rõ hành vi lướt website của người dùng. | X                          |                            |
| Adobe SiteCirthyst                                                                            | Adobe SiteCirthyst cung cấp các phân tích chi tiết về web và di động, phân nhóm nhiều trang web, phân đoạn khách truy cập, cảnh báo hành động, nguồn dữ liệu, phân tích chéo và báo cáo video và tối ưu hóa web 2.0. Adobe cũng cung cấp các công cụ như Search Center, giúp theo dõi dữ liệu tìm kiếm có trả tiền và không phải trả tiền. | X                          | X                          |
| Theo dõi liên kết (Link Tracking)                                                             | |                            |                            |
| Web CEO                                                                                       | Web CEO không chỉ là công cụ kiểm tra liên kết ngược mà còn là công cụ SEO đa chức năng. Nó cho phép gửi hàng loạt tới nhiều công cụ tìm kiếm nhỏ hơn, cũng như theo dõi thời gian hoạt động, khả năng phản hồi và xếp hạng và cho phép kiểm tra một số yếu tố của các trang web. | X                          | X                          |
| SEOmoz Open Site Explorer                                                                     | Open Site Explorer là một trong một số công cụ SEO mạnh mẽ từ nhóm SEOmoz. Open Site Explorer lấy dữ liệu của nó bằng cách thu thập dữ liệu độc lập trên Web. Công cụ cung cấp nhiều bộ lọc cho phép xem xét dữ liệu theo những cách khác nhau, bao gồm các liên kết mà không được đi theo, các liên kết từ hình ảnh, văn bản, cũng như liên kết thông thường. | X                          | X                          |
| Khối lượng tìm kiếm và cạnh tranh từ khóa                                                     | |                            |                            |
| Google AdWords Keyword Tool                                                                   | Google AdWords Keyword Tool cung cấp cái nhìn sâu sắc và đề xuất về các thuật ngữ doanh nghiệp quan tâm để nhắm mục tiêu thông qua tìm kiếm có trả tiền hoặc SEO. Nó cung cấp một ước tính mật độ cạnh tranh cho tìm kiếm có trả tiền, cũng như số lượng tìm kiếm hàng tháng trên toàn cầu và địa phương. Công cụ từ khóa cũng hiển thị xu hướng theo thời gian để giúp doanh nghiệp hiểu nếu có bất kỳ tính thời vụ nào. | X                          |                            |
| Google Global Market Finder                                                                   | Google Global Market Finder cho phép nhập một bộ từ khóa được dịch tự động và sau đó cung cấp phân tích về các cơ hội toàn cầu về những từ này dựa trên quốc gia cũng như ngôn ngữ. Mặc dù dịch tự động không phải lúc nào cũng là chiến lược tìm kiếm có trả tiền hoặc SEO tốt nhất, nhưng nó cung cấp một số hiểu biết nhanh về thị trường mà doanh nghiệp có thể không nghĩ tới. | X                          |                            |
| Trellian Keyword Discovery                                                                    | Trellian Keyword Discovery là một trong những công cụ nghiên cứu từ khóa cũ hơn hiện có. Nó cung cấp cái nhìn sâu sắc về các lỗi chính tả phổ biến và xu hướng tìm kiếm theo mùa, cũng như phân tích mật độ từ khóa và các công cụ nghiên cứu tên miền. | X                          | X                          |
| Wordtracker                                                                                   | Wordtracker thực sự là một tập hợp của một số công cụ: Từ khóa Wordtracker, Trình tạo liên kết Wordtracker và Trình tạo chiến lược Wordtracker. Wordtracker Keywords hoạt động rất tốt với Wordtracker Strategizer và tích hợp với Google Analytics. Sử dụng cả thông tin được cung cấp và thông tin từ các phân tích của doanh nghiệp, có thể giúp theo dõi các từ phù hợp cũng như nhận được ước tính về lưu lượng truy cập và tỷ lệ chuyển đổi mong đợi. | X                          | X                          |
| Phân tích đối thủ cạnh tranh                                                                  | |                            |                            |
| Hitwise                                                                                       | Hitwise sử dụng công nghệ trình cắm trình duyệt để theo dõi những người chọn theo dõi thói quen xem trang web của họ. Hitwise cung cấp một cái nhìn về hành vi người dùng trên nhiều điểm dữ liệu trang web và có thể cung cấp những hiểu biết sâu sắc cho các thương hiệu lớn hơn về vị trí xếp hạng trong các ngành, lưu lượng truy cập, đối thủ cạnh tranh trực tiếp của họ. | X                          | X                          |
| Google Trends                                                                                 | Google Trends dựa trên dữ liệu được lấy mẫu từ Google. Dữ liệu này là dữ liệu xu hướng. Nó tạo ra các biểu đồ theo dõi trực quan theo thời gian các thuật ngữ thương hiệu của doanh nghiệp so với các thuật ngữ thương hiệu của đối thủ cạnh tranh. Google Xu hướng cung cấp ảnh chụp nhanh các mẫu giữa hai thương hiệu, nhưng nó không cung cấp độ chính xác mà các nguồn dữ liệu khác có thể cung cấp. Là một công cụ để có cái nhìn tổng quan nhanh, Google Trends cung cấp một số dữ liệu đối thủ cạnh tranh cấp cao nhất. Công cụ Google Keyword cung cấp dữ liệu và khối lượng tìm kiếm sâu hơn, nếu doanh nghiệp cần đi sâu hơn vào tập dữ liệu này. Ngoài ra, khi xuất dữ liệu từ Công cụ từ khóa, doanh nghiệp có thể nhận được các phân tích theo tháng để tìm kiếm các thay đổi theo mùa. | X                          |                            |
| Khối lượng từ khóa hoặc Mật độ từ khóa trên trang (Keyword Volume or Keyword Density on Page) | |                            |                            |
| SEO Book Keyword Density Analyzer Tool                                                        | SEO Book cung cấp nhiều công cụ khác nhau; một trong số đó là Máy phân tích mật độ từ khóa. Công cụ này cung cấp cho bạn một cái nhìn tổng quan tốt về các từ và cụm từ trên một trang và tần suất xuất hiện của chúng. Nó không đưa ra bất kỳ dấu hiệu nào về việc thẻ HTML bao quanh các từ, nhưng nó cho phép một số cấu hình về mặt xem xét các thẻ meta và mô tả. Doanh nghiệp cũng có thể lọc các từ dừng và bỏ qua các từ dưới một độ dài nhất định và xảy ra với tần suất dưới một ngưỡng nhất định. | X                          |                            |
| Trình trích xuất thuật ngữ SEOmoz                                                             | Trình trích xuất thuật ngữ SEOmoz, giống như SEO Book, xem xét các từ trên một trang, chia chúng thành các bộ một, hai, và ba từ. Thuật ngữ trích xuất cũng cho bạn thấy các yếu tố HTML mà các thuật ngữ hiển thị và tần suất xuất hiện. Thuật ngữ trích xuất cũng liệt kê một mức độ quan trọng của người dùng đối với tất cả các từ và cụm từ. | X                          |                            |
| Ước tính lưu lượng truy cập di động và địa lý (Mobile and Geographic Traffic Estimations)     | |                            |                            |
| Google AdWords                                                                                | Công cụ này cũng cho phép bạn đặt các mục tiêu địa lý, cũng như theo dõi lượng tìm kiếm trên thiết bị máy tính để bàn và máy tính xách tay, tất cả các thiết bị di động, thiết bị Wap di động và thiết bị di động có trình duyệt Internet đầy đủ, thông qua các tùy chọn nâng cao. Doanh nghiệp cũng có thể sử dụng công cụ này để cô lập các từ khóa dựa trên các ngôn ngữ. | X                          |                            |
| Google Global Market Finder                                                                   | Google Global Market Finder không cung cấp số liệu thống kê sử dụng di động, nhưng nó cung cấp thông tin địa lý cũng như bản dịch. Điều đặc biệt của công cụ này là cách nó phá vỡ các quốc gia theo ngôn ngữ để có thể cảm nhận không chỉ về địa lý, mà cả sự khác biệt về ngôn ngữ. Là một công cụ tìm kiếm phải trả tiền, nó cũng cung cấp chi phí ước tính cho mỗi lần nhấp, do đó bạn có thể thấy chi phí theo các điều khoản ở các khu vực khác nhau dựa trên ngôn ngữ. | X                          |                            |
| Vị trí xếp hạng (Ranking Position)                                                            | |                            |                            |
| SEO Rank Monitor                                                                              | SEO Rank Monitor cho phép theo dõi các vị trí trong kết quả tìm kiếm. Đồng thời theo dõi các đối thủ cạnh tranh và chia nhỏ các từ khóa và số liệu thống kê. Giám sát thứ hạng SEO tập trung vào việc theo dõi vị trí SEO trong SERPs. | X                          | X                          |
| Google Webmaster Tools                                                                        | Google Webmaster Tools cung cấp nhiều thông tin. Nó cung cấp rất nhiều cái nhìn sâu sắc về những gì đang xảy ra trên trang web. Google cung cấp thông báo về các sự cố trên trang web và có khả năng liên kết giải thích những gì bị hỏng hoặc thực tiễn tốt nhất để khắc phục sự cố. Doanh nghiệp cũng có thể theo dõi những từ nào đang hướng lưu lượng truy cập đến trang web và vị trí trung bình của những từ này. | X                          |                            |
| Liên kết xã hội (Social Links and Social Noise)                                               | |                            |                            |
| Radian 6                                                                                      | Radian 6 là một trong những công cụ quản lý thương hiệu cấp doanh nghiệp cho truyền thông xã hội. Radian6 cung cấp bảng điều khiển tập trung vào việc xác định xu hướng và tìm ra ai là người truyền bá thương hiệu. Doanh nghiệp sẽ được một nhóm hỗ trợ tốt hơn so với một số tùy chọn miễn phí, để cho phép một số tùy chỉnh về nhu cầu của công ty. Nhóm hỗ trợ cũng có thể giúp hướng dẫn doanh nghiệp lọc ra rất nhiều tiếng ồn có thể gặp phải trong một số tùy chọn miễn phí. | X                          | X                          |
| Page Authority                                                                                | |                            |                            |
| Google PageRank                                                                               | Google PageRank có một số tính năng, bao gồm các liên kết nhanh đến các dịch vụ sản phẩm khác của Google. Trên thanh công cụ, sẽ thấy một thanh màu xanh lục, giống như thước đo nhiên liệu, sẽ hiển thị nhiều màu xanh hơn cho các trang có PageRanks cao hơn. Di chuyển chuột qua biểu tượng sẽ hiển thị cho bạn PageRank cho trang đó. Vấn đề với Thanh công cụ là dữ liệu PageRank của nó thường chỉ được cập nhật hai lần một năm, do đó, các giá trị mà nó cung cấp chỉ nên được xem là xấp xỉ. Tuy nhiên, những giá trị gần đúng này sẽ phù hợp với hầu hết các nhu cầu. | X                          |                            |
| MozRank                                                                                       | MozRank có thể đóng vai trò kiểm tra đối với PageRank, cũng như hiểu rõ hơn về mức độ phổ biến của trang dựa trên số lượng liên kết trong và mức độ phổ biến của các trang liên kết đến trang đó. | X                          |                            |